# Dziura
Die Höhle Dziura (deutsch: Loch) ist eine Schau- und Tropfsteinhöhle im Tal Dolina ku Dziurze im Massiv der Westtatra (Tatra-Nationalpark) in Polen.
Der Name lässt sich als Loch übersetzen. 
Die Höhle liegt bei Zakopane, ist ca. 175 Meter lang und hat zwei Eingänge auf einer Höhe von ca. 1002 m n.p.m. und 1018 m n.p.m.